# اراخو جورادو
اراخو جورادو (انگلیسی: Araujo Jordão؛ زادهٔ ۲۶ اوت ۱۹۸۵) بازیکن فوتبال اهل برزیل است.